# Вулиця Леваневського (Біла Церква)
Вулиця Леваневського  — колишня вулиця у Білій Церкві на однойменному масиві. Названа на честь радянського льотчика Сигізмунда Леваневського. У липні 2022 року розділена на три частини:
- вул. Петра Дяченка (від Павличенко до бул. Княгині Ольги)
- вул. Чорних Запорожців (від бул. Княгині Ольги до вул. Некрасова)
- пр-т Незалежності (від вул. Некрасова до межі міста)

## Історія
Сучасна вулиця Леваневського розташована в історичній місцевості Роток, котра знаходилася у гирлі річки Протока і отримала свою назву за давньою назвою цієї річки. Протягом 1920—1950 років місцевість мала статус окремого поселення — села Роток. Після Другої світової війни його було включено до складу міста Біла Церква.
За окремими даними вулиця носила ім'я Леваневського вже у 1941 році. Згодом, після активної розбудови спальних районів, весь масив почали називати на честь його головної вулиці. Зараз назву Роток має лише залізнична станція, яка розташована біля східної окраїни вулиці.
30 квітня 1980 року, вулицею Леваневського від станції Роток, було здійснено перший у Білій Церкві пробний тролейбусний рейс. Регулярний рух тролейбусів у місті розпочався 23 червня 1980.

## Сполучення з іншими вулицями
Вулиця Леваневського має з'єднання або перехрестя з вулицями:
| - вулиця Людмили Павличенко - вулиця Челюскіна - провулок Челюскіна - вулиця Кар'єрна - провулок Кар'єрний - вулиця Крутогірна - бульвар Княгині Ольги - провулок Леваневського | - проспект Князя Володимира - вулиця Некрасова - вулиця Митрофанова - вулиця Заводська - вулиця Кагарлицька - вулиця Кирила Стеценка - вулиця Узинська - вулиця Західний проїзд |

## Об'єкти
На вулиці Леваневського у Білій Церкві знаходяться:
- № 34 — Відділення поштового зв'язку № 8
- № 43 — ДНЗ № 11 «Золотий ключик»
- № 52/4 — Білоцерківський інститут неперервної професійної освіти ДВНЗ «Університет менеджменту освіти»
- № 52/4 — ВНЗ «Білоцерківський механіко-енергетичний технікум»
- № 53 — Палац культури «Росава»
- № 56 — КЗ КОР «Київський обласний ліцей-інтернат фізичної культури і спорту»
- № 66а — Цех № 4 ПАТ «Київвтормет»
- № 66б - Завод "Вірастар Корпорейшн" TM VIRASTAR (виробництво сталевих риштувань, підмостей, алюмінієвих драбин та стрем'янок)
- № 67 — ДНЗ № 30 «Росиночка»
- № 83 — Гіпермаркет «Епіцентр К»
- № 83д — ТОВ «Білоцерківський завод будівельних виробів „Моноліт“»
- № 85 — ТОВ «Інтер-ГТВ»
- № 87 — ТОВ «Білоцерківський механічний завод»
- № 87 — ТОВ ВФ «Рубікон»
- № 91 — ПрАТ «Росава»
- № 95 — ТОВ «Трібо»
- № 135а — КП БМР Тролейбусне управління
- № 157 — Залізнична станція «Роток»
- № 157 — Державна пожежно-рятувальна частина № 1 міста Біла Церква

## Пам'ятники та меморіальні дошки
- Пам'ятний знак на честь героїв-ліквідаторів і потерпілих внаслідок аварії на Чорнобильській АЕС «Чорнобильський дзвін»
- Пам'ятний знак на честь закладення дитячого Айкі-центру

## Галерея

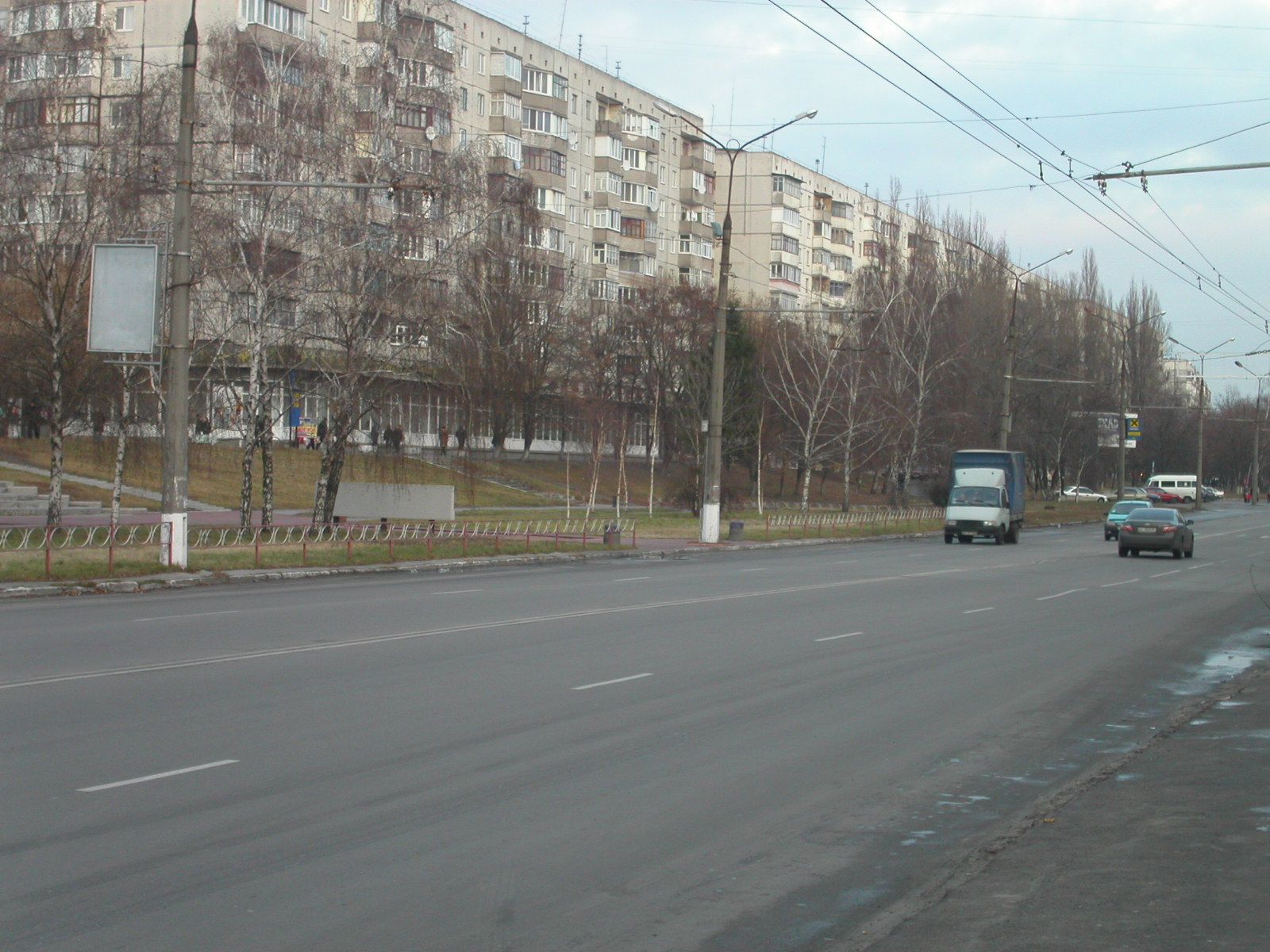
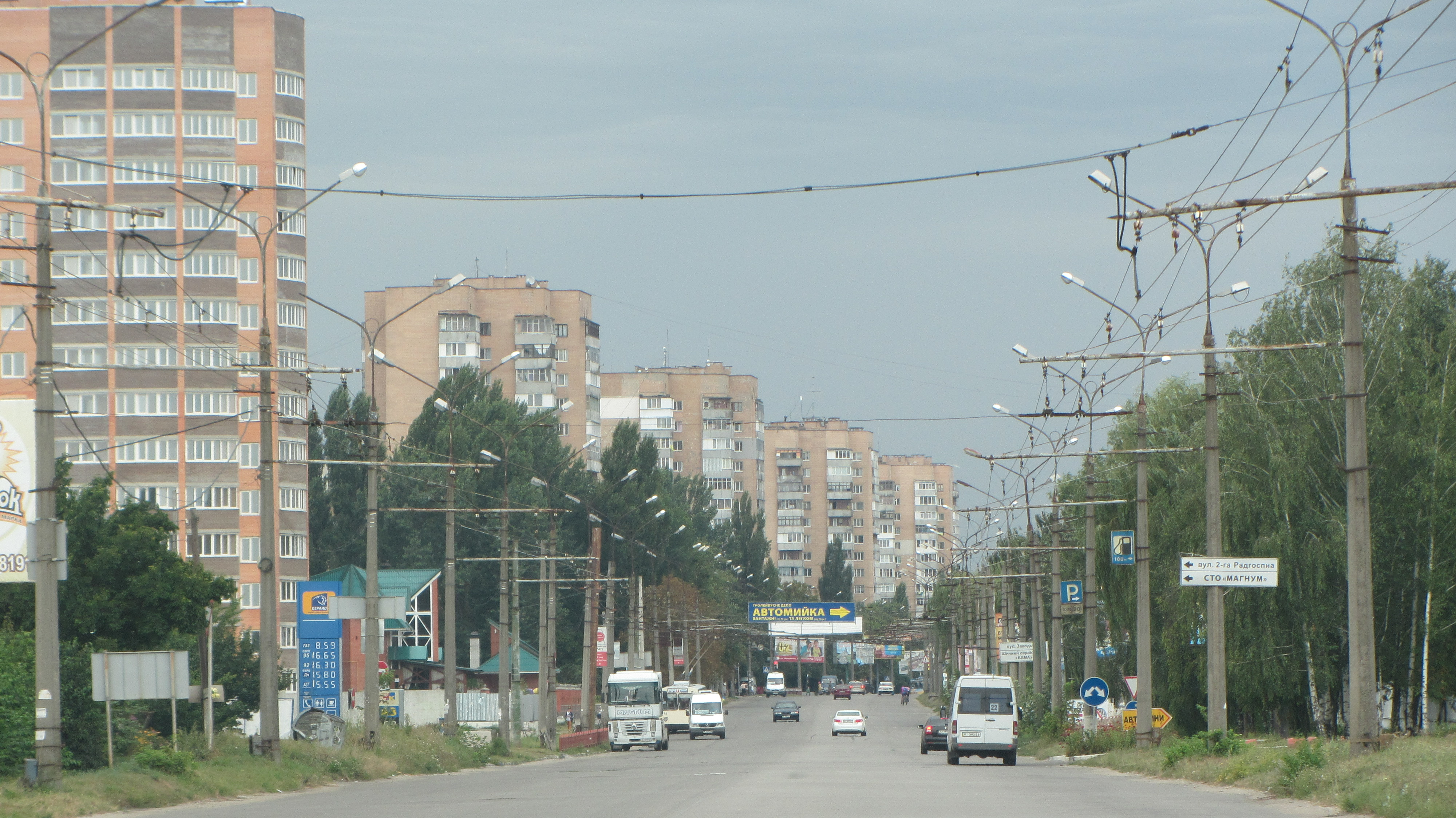
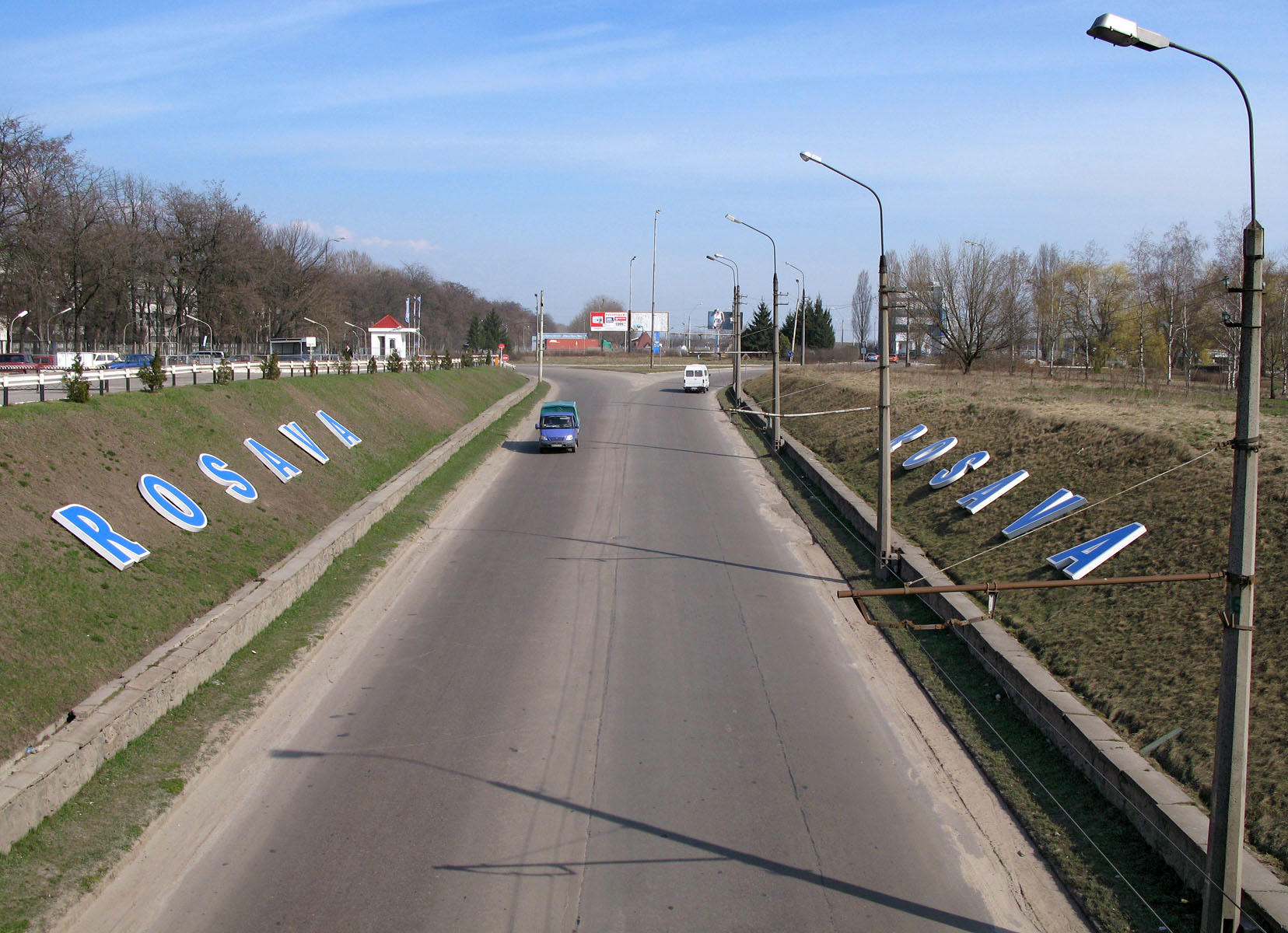
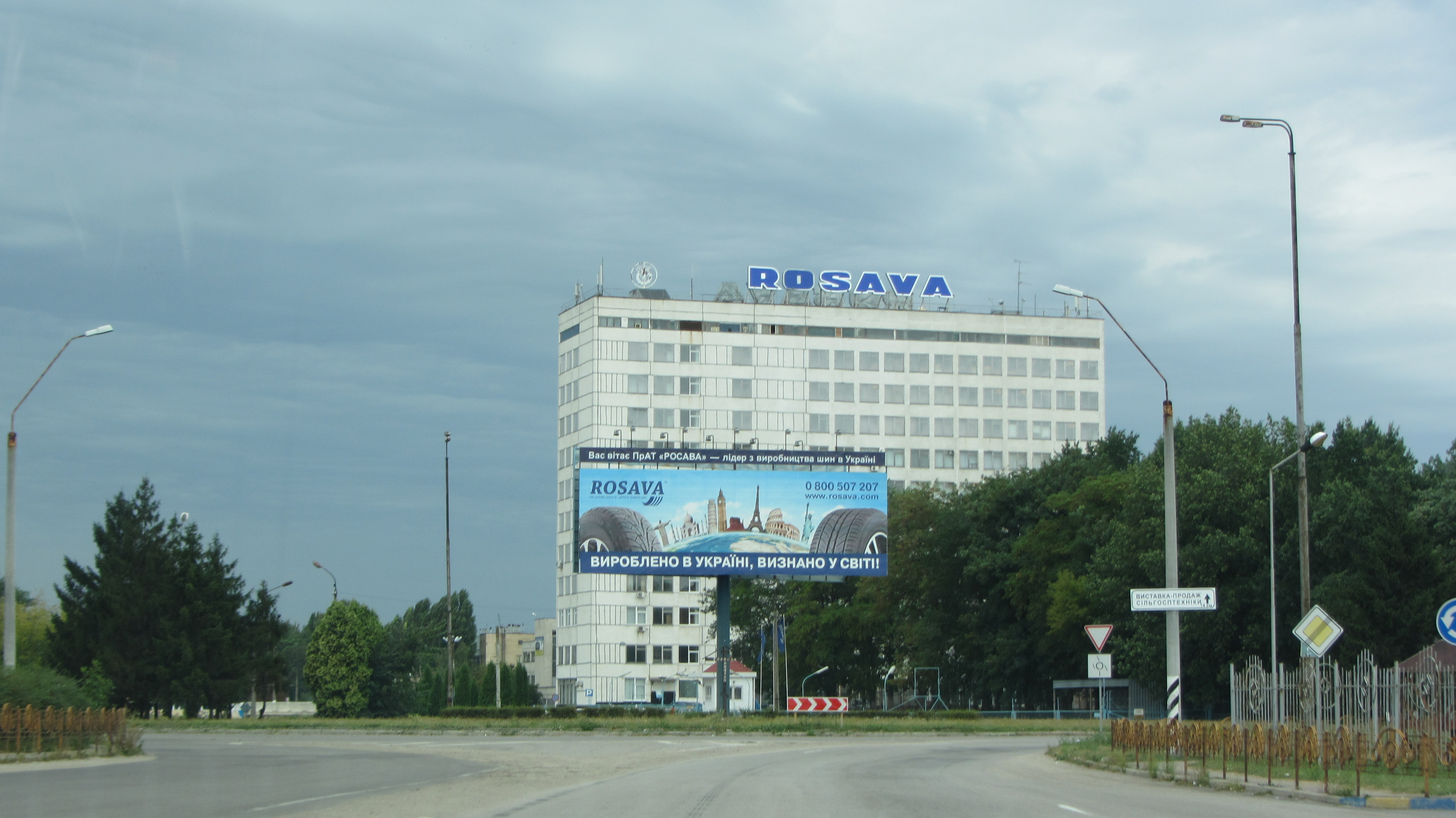
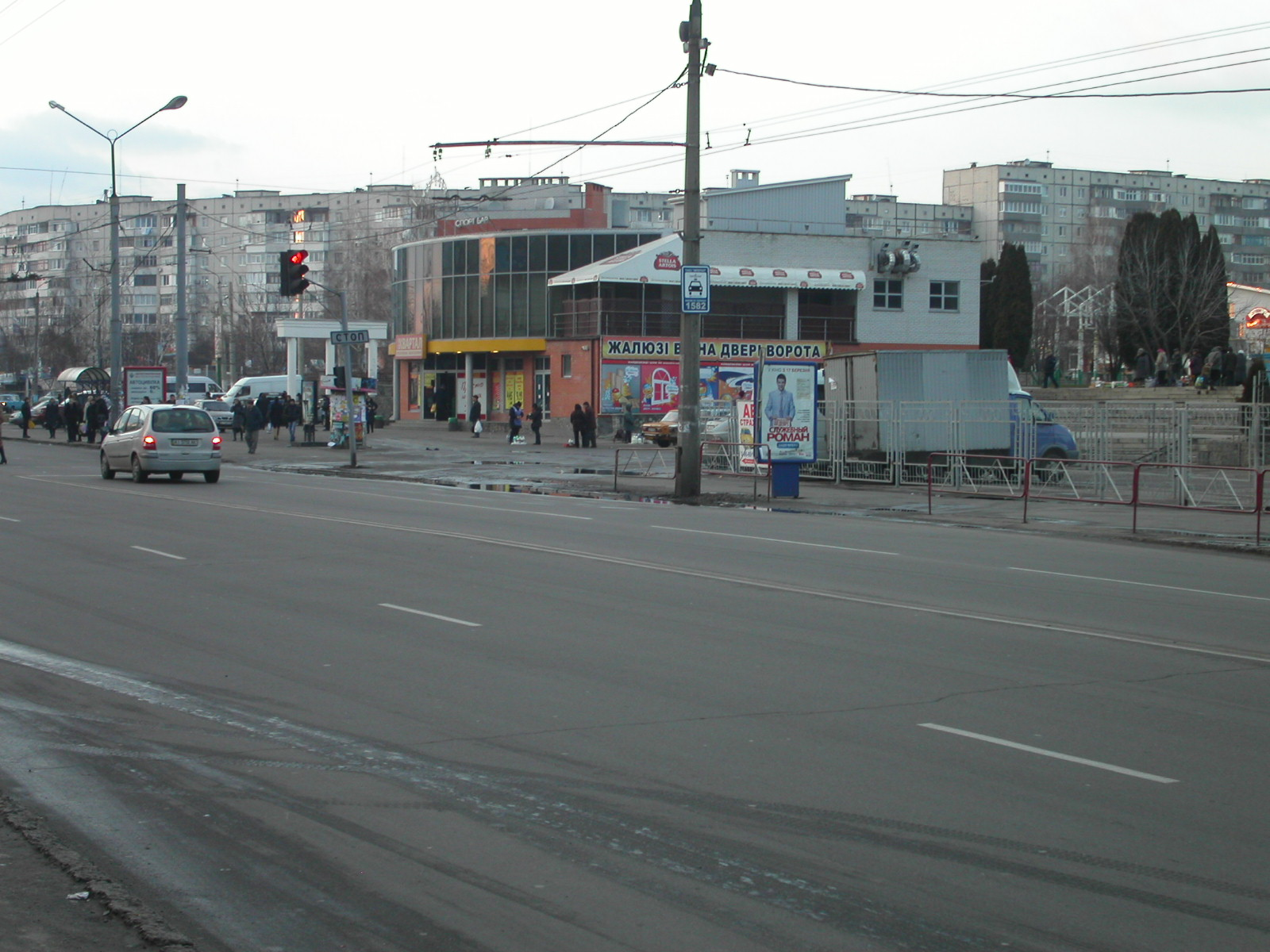

Пам'ятний знак «Чорнобильський дзвін»
Пам'ятний знак на честь закладення дитячого Айкідо-центру
Палац культури «Росава»
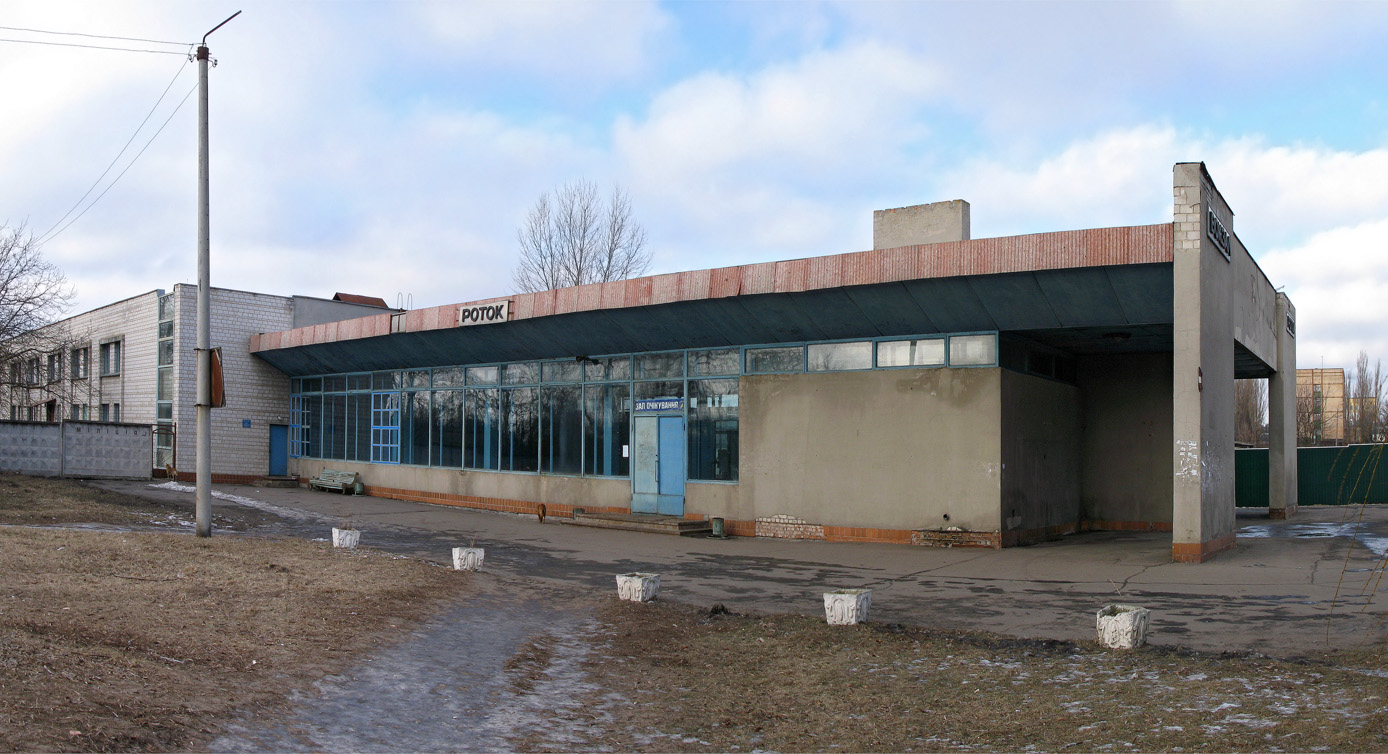
Залізнична станція «Роток»